# Дигідроксиацетон
Дигідроксиацетон також відомий як гліцерон — є простим сахаридом (тріозою) з формулою C
3H
6O
3.
DHA в основному використовується як інгредієнт засобів для засмаги без сонця. Його часто отримують із рослинних джерел, таких як цукровий буряк і цукрова тростина, а також шляхом ферментації гліцерину.

## Хімія
Дигідроксиацетон являє собою гігроскопічний білий кристалічний порошок. Має солодкий охолоджуючий смак і характерний запах. Це найпростіша з усіх кетоз і не має хірального центру. Нормальна форма — димер (2,5-біс(гідроксиметил)-1,4-діоксан-2,5-діол). Димер повільно розчиняється у воді, після чого перетворюється на мономер. Ці розчини стабільні при рН від 4 до 6. У більш основному розчині він розкладається до коричневого продукту.

## Біохімія
Його фосфорильована форма, дигідроксіацетонфосфат (DHAP), бере участь у гліколізі, є проміжним продуктом обміну фруктози.